# Bratislavsko-trnavsko-nitranská aglomerace
Bratislavsko-trnavsko-nitranská aglomerace je široká metropolitní oblast na jihozápadním Slovensku s hlavními metropolitními centry Bratislava, Trnava a Nitra. Celkový počet obyvatel Bratislavského, Trnavského a Nitranského kraje je okolo 1,86 miliónu.
Celkový počet obyvatel aglomerace není přesně definován, ve třech hlavních metropolitních centrech žije okolo 580 tisíc obyvatel.